# Takkenwal

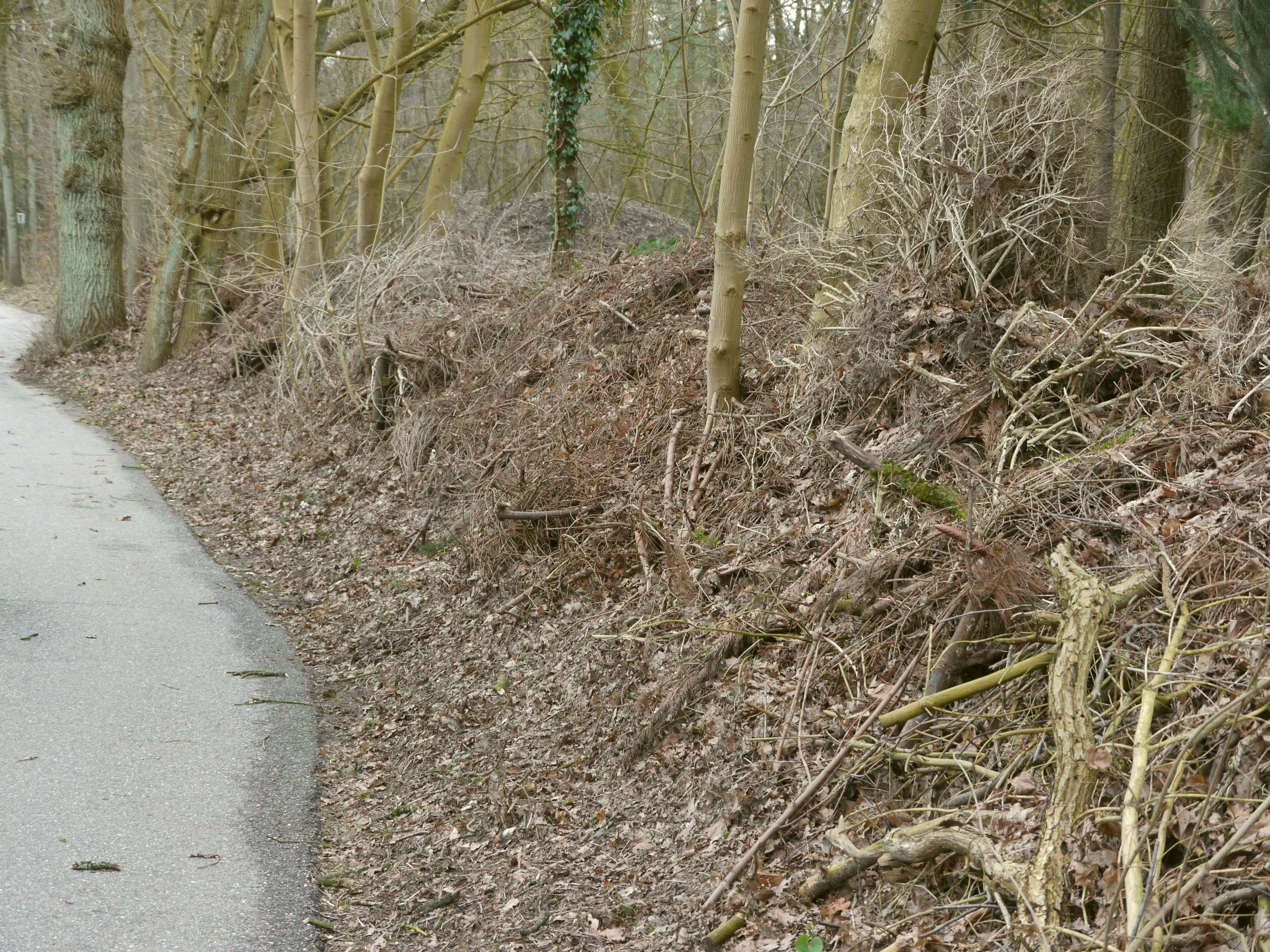
Takkenwal langs bosweg

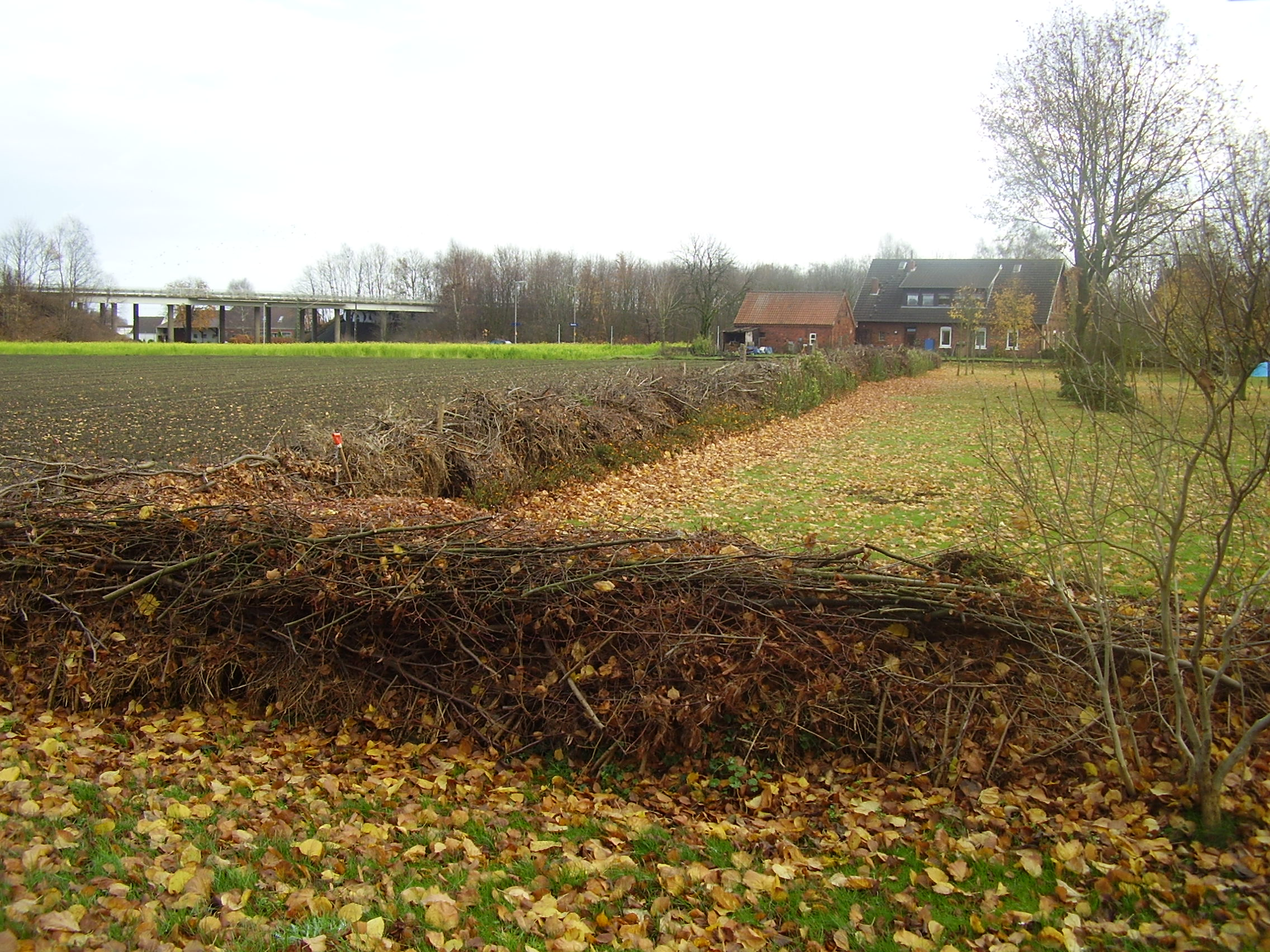
Takkenwal om weiland

Een takkenwal of houtril is een smalle takkenhoop die wordt gemaakt van in de lengte opgestapelde takken en hakhout. Een takkenwal kan gelegd worden als perceelafbakening of om het verloop van paden aan te geven.
De wal is vaak langgerekt. De hoogte is afhankelijk van de hoeveelheid beschikbaar materiaal en kan 0,5 meter zijn maar ook 1,5 meter. In een tuin worden voor de vorming van een strakke netjes uitziende ril vaak aan weerszijden staken in de grond gezet.
Het maken van een takkenwal is een ecologisch verantwoorde manier van verwerken van vrijgekomen snoeihout en dergelijke. Aan een bosrand, bij een boomgaard of in een tuin vormt de takkenwal een beschutte woon- en voortplantingsgelegenheid voor kleine zoogdieren zoals egels, wezels en muizen. Vogels, waaronder het winterkoninkje en de heggenmus vinden er nest- en schuilgelegenheid. Door de aanwezigheid van insecten op en in het dode hout vinden ze er ook voedsel. Bepaalde amfibieën zoals de gewone pad overwinteren er graag. Voor mossen en zwammen is een houtril vanwege het in ontbinding zijnde hout vaak een gunstige plek. Verder buffert een takkenwal vocht, zorgt voor biotoopverbinding en creëert een lokaal microklimaat.
Omdat het dood hout betreft kan een te massieve takkenwal brandgevaar opleveren.